# Tartcel

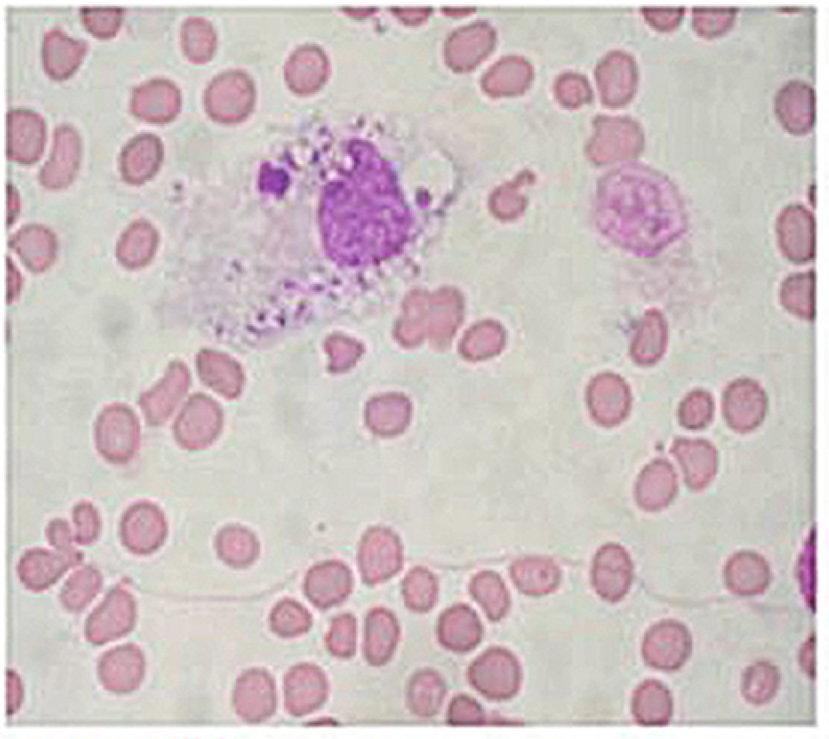
Tartcel bij viscerale leishmaniasis

Een Tartcel is een monocyt die celkernmateriaal van een andere cel door fagocytose heeft opgenomen.
Tartcellen hebben een zichtbaar chromatine in plaats van een homogeen uiterlijk, dit in tegenstelling tot Hargraves-cellen en lijken daardoor op een schietschijf met een roos. De Tart-cel is vernoemd naar de patiënt Tart, waarbij ze in grote hoeveelheden in het beenmerg werden gevonden.
Tart-cellen komen in praktisch alle beenmergen voor, maar vooral bij patiënten met aandoeningen zoals lymfoblastoom, longontsteking of uitgezaaid carcinoom.